# Grzegorz Nowak (remero)
Grzegorz Nowak (Luboń, 1 de noviembre de 1954) es un deportista polaco que compitió en remo.
Participó en los Juegos Olímpicos de Moscú 1980, obteniendo una medalla de bronce en la prueba de cuatro con timonel. Ganó una medalla de bronce en el Campeonato Mundial de Remo de 1978.

## Palmarés internacional
| Juegos Olímpicos   | Juegos Olímpicos          | Juegos Olímpicos  | Juegos Olímpicos   |
| Año                | Lugar                     | Medalla           | Prueba             |
| ------------------ | ------------------------- | ----------------- | ------------------ |
| 1980               | Moscú (URSS)              | Medalla de bronce | Cuatro con timonel |
| Campeonato Mundial |                           |                   |                    |
| Año                | Lugar                     | Medalla           | Prueba             |
| 1978               | Cambridge (Nueva Zelanda) | Medalla de bronce | Dos con timonel    |